# 진주 류씨 삼효열 정려
진주류씨 삼효열 정려는 세종특별자치시 장군면 하봉리 산90-3, 충렬사 경내에 있는 정려이다. 2017년 4월 20일 세종특별자치시의 향토문화유산 제68호로 지정되었다.

## 개요
진주류씨 삼효열 정려(晉州柳氏 三孝烈 旌閭)는 류취장(柳就章, 1671~1722)의 부인 전주이씨(全州李氏, 1669~1722)와 그의 아들 류선기(柳善基, 1695~1722), 그리고 류선기의 부인 경주이씨(慶州李氏)의 효행(孝行)과 열행(烈行)을 세상에 널리 알려 칭찬하고 기억하기 위해 나라에서 하사한 명정(銘旌)을 비석(碑石)으로 세워놓은 정문(旌門)이다.
류취장은 충경공 류형(忠景公 柳珩, 1566~1615)의 4대(代) 후손으로 자(字)는 여진(汝進), 시호(諡號)는 무민(武愍)이다. 1702년(숙종 28)에 실시한 식년시(式年試)의 무과(武科)에서 병과(丙科)로 합격하여 1722년(경종 2)에 종이품(從二品) 관직인 훈련도감(訓鍊都監)의 중군(中軍)에 이른다. 류취장의 장남 류선기 역시 1717년(숙종 43)에 실시한 식년시(式年試)의 무과(武科)에서 병과(丙科)로 합격하여 관직을 시작하였다. 하지만 1722년 신임사화(辛壬士禍) 때 류취장이 중군이 되어 왕을 호위한 일이 역모(逆謀)와 관계된 일이라 하여 그의 아들 류선기와 함께 죽임을 당하였다. 1742년(영조 17) 류취장과 류선기의 누명이 벗겨지면서 정문을 세우고 관직을 올려 받게 되었다. 1802년(순조 2년)에는 류취장에게 무민이라는 시호가 내려졌으며, 1865년(고종 2)에는 류취장의 신주(神主)를 영원히 땅에 묻지 않아도 되는 불천위(不遷位)로 모실 것을 명받았다.
류취장의 처 전주이씨는 남편과 아들이 모두 신임사화로 죽임을 당하자 며느리 경주이씨와 함께 죽기를 약속하고 먹고 마시기를 멈춘 지 13일 만에 세상을 떠났다고 한다.
정문은 정면 1칸, 측면 1칸의 규모로 겹처마에 맞배지붕을 하고 있으며, 내부에는 1988년에 세워진 세 사람의 정려비(旌閭碑)가 있다. 

## 지정사유
진주류씨 삼효열 정려는 현판의 보존관리 상태가 다소 미흡하나 최초 건립이 1700년대로 세종시의 향토문화유산인 다른 정려와 비교해 보아도 시대적 가치가 높으며 정려 포상자 3인의 인물 중 류선기와 그의 처 전주이씨 부부가 함께 정려를 받았다는 점은 극히 이례적인 특별한 효열 행적으로 정신사적 가치와 상징성이 충분하여 향토문화유산으로 지정한다.